# Zisterzienserinnenabtei Regina Mundi

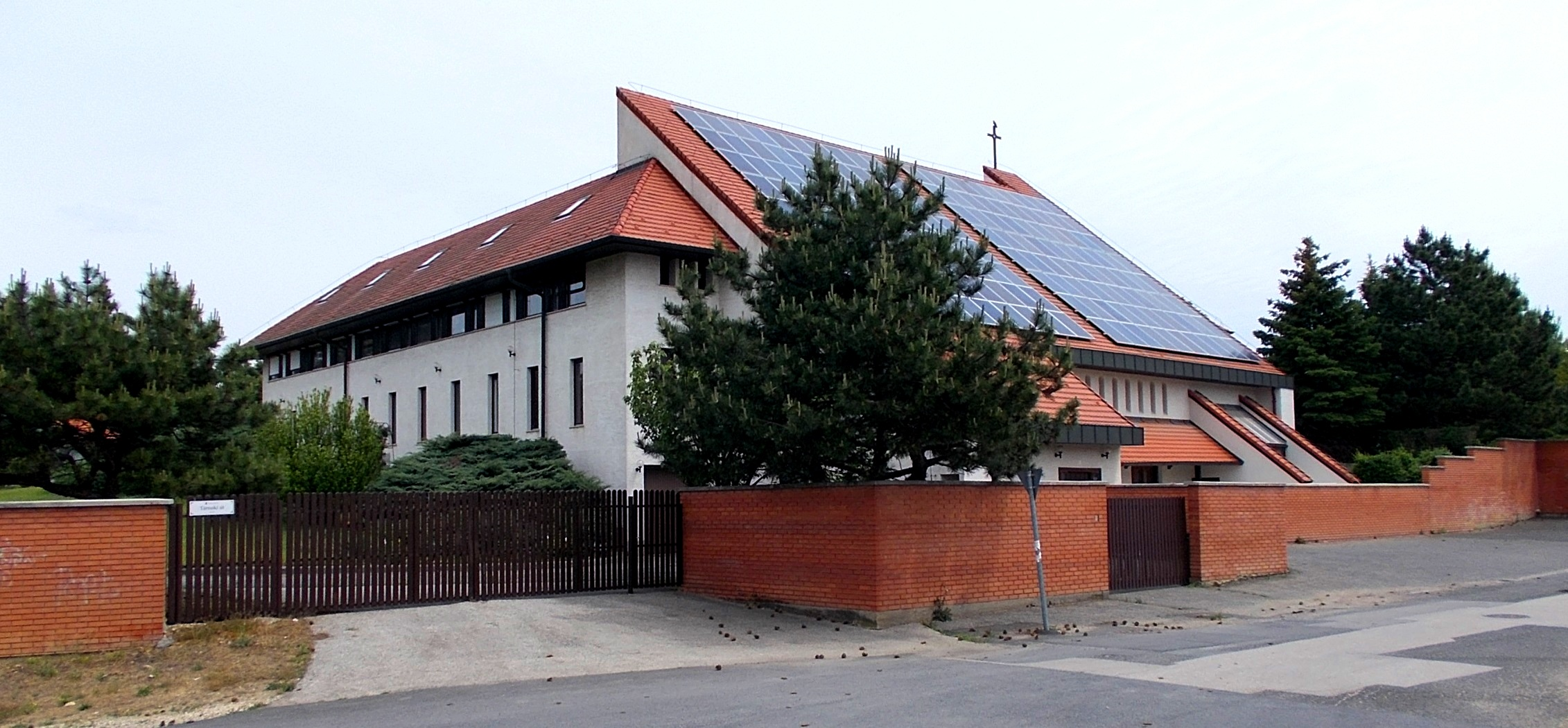
Zisterzienserinnenabtei Regina Mundi in Érd

Die Zisterzienserinnenabtei Regina Mundi (lat. Abbatiae B.M.V. Reginae Mundi) ist seit 1945 ein ungarisches Kloster der Zisterzienserinnen zuerst in Nagyesztergár, ab 1950 in Érd bei Budapest in der  Diözese Székesfehérvár.

## Geschichte
Pater Emil Naszályi (* 15. Dezember 1910; † 7. November 2002), Zisterziensermönch des Klosters Zirc, wurde auf seinen Wunsch hin am 20. August 1944 von Abt Vendel Endrédy zum Alleinverantwortlichen für die Gründung einer Zisterzienserinnengemeinschaft ernannt. Die am 8. September 1944 aufgenommenen Postulantinnen wurden von József Mindszenty, Bischof von Veszprém und späterer Kardinal, am 29. September 1945 in Nagyesztergár (unweit Zirc) als Konvent konstituiert. Am 16. Dezember 1945 fand die Einkleidung statt. Die 19-jährige Gemma Punk wurde 1946 zur Priorin gewählt.
Als die Gemeinschaft 1950 vom kommunistischen Staat aufgelöst wurde, ging sie in den Untergrund und lebte in Érd und Budapest in zerstreuter Form weiter. 1965 erreichte sie die rechtliche Aufnahme in den Zisterzienserorden und die direkte Unterstellung unter den Generaloberen. Am 15. Dezember 1971 wurde Priorin Gemma im Kloster Pannonhalma zur Äbtissin geweiht. In der Folge war die Gemeinschaft staatlich toleriert. 1989 konnte das Kloster offiziell zur Abtei erhoben werden. In Érd wurden eine Kirche sowie Klostergebäude erstellt (Einweihung am 11. September 1993). 2016 feierte Äbtissin Gemma Punk (seit 2008 Ehrenbürgerin der Stadt Érd) im Alter von 89 Jahren ihr 70-jähriges Oberinnenjubiläum. Im Jahr 2021 ging Äbtissin Gemma nach 75 (!) Jahren als Oberin der Gemeinschaft mit 94 Jahren in den Ruhestand.
Am 5. Februar 2022 wählte der Konvent von Regina Mundi die Priorin Rafaela Kastelik zur zweiten Äbtissin. Am 8. Mai 2022 empfing Kastelik durch Generalabt Mauro-Giuseppe Lepori die Äbtissinenweihe.